# Rostrum Records
Rostrum Records is een platenmaatschappij uit Pittsburgh, Verenigde Staten. Het bedrijf richt zich op jonge veelbelovende artiesten, zoals Mac Miller, Wiz Khalifa en Chevy Woods. Oprichter en voorzitter is Benjy Grinberg, die het platenlabel oprichtte in 2003. Mede-eigenaar is Arthur Pitt. Het album Blue Slide Park van Mac Miller was het album dat het beste debuut kende in de Billboard Charts sinds 1995. Rostrum Records verkocht 9.000.000 singles en 900.000 albums door een overeenkomst met Atlantic Records. Wiz Khalifa had met zijn eerste hit Black & Yellow een hit in de Billboard Charts. 

## Artiesten
- Wiz Khalifa
- Mac Miller
- Chevy Woods

## Uitgaven

### Albums
- 2006: Show and Prove (Wiz Khalifa) - Rostrum
- 2009: Deal or No Deal (Wiz Khalifa) - Rostrum
- 2011: Rolling Papers (Wiz Khalifa) - Rostrum/Atlantic/Taylor Gang
- 2011: Blue Slide Park (Mac Miller) - Rostrum
- 2012: O.N.I.F.C. (Wiz Khalifa) - Rostrum/Atlantic/Taylor Gang
- 2013: Watching Movies With The Sound Off (Mac Miller) - Rostrum

### Ep's
- 2011: On And On And Beyond (Mac Miller) - Rostrum